# Kokuji

Le kokuji 榊 (sakaki), avec l'ordre des traits.

Les kokuji (国字) sont des kanjis créés puis diffusés au Japon, par opposition à la plupart des kanjis qui trouvent leurs origines dans les textes venus de Chine. Kokuji signifie littéralement « caractère national ».
Les kokuji ont commencé à être créés au VIIIe siècle. La plupart n'ont pas de lecture on. Certains ont été empruntés par les Chinois (comme 腺, glande) ou les Coréens.
Il existe plus de 150 kokuji dans les kanjis compris dans le codage Unicode, mais seulement 6 font partie des jōyō kanji.
Les « caractères locaux » (國字 en caractères traditionnels, 国字 en caractères simplifiés) sont littéralement des caractères (字) du pays local (國 ou 国), par opposition aux 漢字 d'origine en principe chinoise. Ces caractères locaux sont principalement formés par la composition d'éléments de caractère, mais en formant une combinaison qui n'existe pas en chinois. La production de caractères locaux s'est étendue dans tous les pays utilisant le système d'écriture chinois. Ces caractères locaux sont moins fréquents en Corée qu'au Japon, mais beaucoup plus importants au Viêt Nam qui compte près de 20 000 chữ nôm, ou que les 10 000 caractères sawndip utilisés par le zhuang. Les « caractères locaux » japonais, en japonais kokuji (国字), sont également appelés wasei kanji (和製漢字), littéralement des caractères (字) chinois (漢) fabriqués (製) au Japon (和). Il y a des centaines de kokuji dans le lexique japonais, dont peut-être une dizaine d'utilisation courante.

## Histoire
Historiquement, certains kokuji datent des tout débuts de l'écriture japonaise, et on en rencontre dans le Man'yōshū. Par exemple, le kanji 鰯 (iwashi, « sardine ») est attesté dès l'époque de Nara (VIIIe siècle). La production a été active jusqu'à la fin du XIXe siècle ; de nombreux caractères ont été créés pendant l'ère Meiji pour transcrire de nouveaux concepts scientifiques. Quelques caractères ont encore été créés pour transcrire certaines unités du système SI, par exemple 粁 (kilomètre) formé de 米 (mètre) et 千 (mille, kilo-).

## Composition
La composition des kokuji diffère de la majorité des compositions récentes chinoises, lesquelles sont le plus souvent des idéophonogrammes qui associent un composé porteur de phonétique (et parfois d'un certain sens), à une clef précisant la catégorie sémantique. Une telle composition en idéophonogramme était inadaptée dans le cas des kokuji puisqu'ils étaient destinés à transcrire des termes japonais pour lesquels une phonétique chinoise n'aurait pas eu de sens. De ce fait, la majorité des kokuji sont des idéogrammes composés (会意字), c'est-à-dire qu'ils sont composés de deux éléments de caractère (parfois plus), le sens du composé étant déterminé par le rapprochement des sens des composants.
Par exemple, le composé 働 est formé par l'association de 亻 (une personne) plus 動 (l'activité), avec le sens « activité d'une personne, travail ». Autre exemple, 榊, sakaki (l'arbre), est transcrit par la combinaison de 木 (arbre) et de 神 (divin, spirituel), signifiant littéralement « arbre transcendant ». Ou encore, 辻, tsuji (croisement, carrefour) est formé par 辶 (déplacement, voie) et 十 (croisement).
Ces kokuji étant par nature construits pour représenter des termes japonais existants, ils n'ont en général qu'une lecture japonaise kun. Certains ont cependant une lecture de type chinoise on : dans un caractère composé d'une clef (sémantique) de classement et d'un autre élément, l'autre élément de caractère est perçu comme « phonétique », et la lecture on du composé est dérivée de ce dernier. Ainsi, la lecture dō de 働 est celle de son composant 動. Dans certains cas très rares, le kokuji n'a qu'une lecture on, comme pour le terme scientifique 腺, sen (glande), qui est lu comme le serait son composant « phonétique » 泉, bien que la composition soit en réalité celle d'une locution figée « organe » (肉), « source » (泉).
Certains de ces caractères ont par la suite été adoptés en Chine et la lecture qui en est faite est généralement celle qui aurait été celle d'un idéophonogramme.

## Liste de quelqueskokuji
| Kokuji (国字) | Kun'yomi (訓読み)          | On'yomi (音読み)          | Signification                                 |
| ------------- | -------------------------- | ------------------------- | --------------------------------------------- |
| 〆            | しめ (shime)               | -                         | Voir : 〆                                     |
| 峠            | とうげ (tōge)              | -                         | Col, sommet (montagne)                        |
| 辻            | つじ (tsuji)               | -                         | Carrefour                                     |
| 笹            | ささ (sasa)                | -                         | Pousse de bambou                              |
| 榊            | さかき (sakaki)            |                           | Sakaki (arbre shinto japonais)                |
| 腺            | -                          | セン (sen)                | Glande                                        |
| 栃            | とち (tochi)               | -                         | Marronnier d'Inde                             |
| 畠            | はたけ (hatake)            | -                         | Jardin, camp                                  |
| 畑            | はたけ (hatake)            | -                         | Ferme, champ                                  |
| 匂            | にお (nio)                 | -                         | Parfum, puanteur                              |
| 凪            | なぎ (nagi)                | -                         | Calme, tranquille                             |
| 凧            | たこ (tako)                | -                         | Cerf-volant                                   |
| 凩            | こがらし (kogarashi)       | -                         | Vent hivernal                                 |
| 俣            | また (mata)                | -                         | Bifurcation                                   |
| 枠            | わく (waku)                | -                         | Cadre, structure                              |
| 込            | こ (ko)                    | -                         | Encombré, mélangé                             |
| 躾            | しつけ (shitsuke)          | -                         | Entraînement                                  |
| 軈            | やが (yaga)                | -                         | Un peu après                                  |
| 働            | はたら (hatara)            | ドウ (dō)                 | Travailler                                    |
| 搾            | しぼ (shibo)               | サク (saku)               | Presser                                       |
| 錻            | ぶりき (buriki)            | ブ (bu)                   | Fer-blanc                                     |
| 颪            | おろし (oroshi)            | -                         | Vent montagneux                               |
| 饂            | うどん (udon)              | ウン (un)                 | Udon                                          |
| 襷            | たすき (tasuki)            | -                         | Corde pour maintenir les manches d'un kimono. |
| 辷            | すべ (sube)                | -                         | Glisser                                       |
| 糀            | こうじ (kōji)              | -                         | Kōji                                          |
| 樫            | かし (kashi)               | -                         | Cyclobalanopsis                               |
| 鮃            | ひらめ (hirame)            | ヘイ / ヒョウ (hei / hyō) | Paralichthys olivaceus                        |
| 鮖            | かじか (kajika)            | -                         | Cottus pollux                                 |
| 鮗            | このしろ (konoshiro)       | -                         | Konosirus punctatus                           |
| 鰤            | ぶり (buri)                | シ / ソウ (shi / sō)      | Seriola quinqueradiata                        |
| 鰯            | いわし (iwashi)            | -                         | Sardine                                       |
| 鱈            | たら (tara)                | セツ (setsu)              | Morue de l'Atlantique                         |
| 萩            | はぎ (hagi)                | -                         | Lespédèze                                     |
| 麿            | まろ (maro)                | -                         | Je, tu                                        |
| 熕            | おおづつ (oozutsu)         | コウ (kō)                 | Canon                                         |
| 粁            | キロメートル (kiromētoru)  | -                         | Kilomètre                                     |
| 瓩            | キログラム (kiroguramu)    | -                         | Kilogramme                                    |
| 竏            | キロリットル (kirorittoru) | -                         | Kilolitre                                     |